# Stéphane Chauvier
Pour les articles homonymes, voir Chauvier.
Stéphane Chauvier est un philosophe français, né en 1959.

## Biographie
Après avoir soutenu une thèse de doctorat sous la direction d'Alain Renaut, il enseigne à l'université de Caen, puis à l’Université Paris IV. 
Son domaine de spécialité est la philosophie morale et politique.

## Œuvres
- Du droit d’être étranger, Paris, L’Harmattan, 1996.
- Justice internationale et solidarité, Nîmes, Jacqueline Chambon, 1999.
- Dire « je », Essai sur la subjectivité, Paris, Vrin, 2001.
- Qu’est-ce qu’une personne ?, Paris, Vrin, 2003.
- Justice et droits à l'échelle globale, Paris, Vrin, 2006.
- Qu'est-ce qu'un jeu ?, Paris, Vrin, 2007.
- Le sens du possible, Paris, Vrin, 2010.

- Prix Montyon 2011 de l’Académie française
- Ethique sans visage. Le problème des effets externes, Paris, Vrin, 2013.